# Dinara (Vorname)
Dinara ist ein weiblicher Vorname.

## Bekannte Namensträgerinnen
- Dinara Akulowa (* 1964), kirgisische Sängerin
- Dinara Michailowna Safina (* 1986), russische Tennisspielerin
- Dsinara Alimbekawa (* 1996), belarussische Biathletin
- Dinara Qulybajewa (* 1967), Timur Qulybajews Ehefrau und eine der drei Töchter von Nursultan Nasarbajew
- Dinara Wagner (* 1999), deutsche Schachspielerin